# Bandera de Cundinamarca
La bandera de Cundinamarca es el principal símbolo oficial del departamento colombiano de Cundinamarca. Fue establecida por Antonio Nariño en su calidad de presidente del recién establecido Estado Libre e Independiente de Cundinamarca el 17 de julio de 1813, en sustitución de la bandera española.
Los colores de la bandera son azul celeste, amarillo dorado y rojo. Tuvo origen en una combinación de colores del pabellón español otorgado a la provincia de Santa Fe a finales del siglo XVIII (amarilla y roja en franjas iguales y verticales, idéntica a la bandera de Bogotá actual) con una franja azul celeste en representación del manto de la Virgen María. Esa bandera se usó entre 1813 y 1857, cuando fue reemplazada por el pabellón del Estado Soberano de Cundinamarca, muy similar al de la actual República de Colombia.
Con el establecimiento del Departamento de Cundinamarca el 5 de agosto de 1886, se abolió la bandera del Estado Soberano y se regresó al modelo de Antonio Nariño.

## Banderas históricas

Bandera del Estado Libre de Cundinamarca (la misma que la actual) vigente entre 1810 y 1814.
Bandera del Estado Soberano de Cundinamarca, vigente entre el 15 de junio de 1857 y el 26 de noviembre de 1861.
Bandera del Estado Soberano de Cundinamarca, vigente entre el 26 de noviembre de 1861 y el 5 de agosto de 1886.